# Helius papuanus
Helius papuanus là một loài ruồi trong họ Limoniidae. Chúng phân bố ở miền Australasia.